# Jacqueline Guerroudj
Jacqueline Guerroudj, nacida Jacqueline Netter el 27 de abril de 1919 en Ruan y fallecida el 18 de enero de 2015 en Argel, fue una activista comunista y anticolonialista francesa, miembro del FLN y muyahidina de la guerra de la Independencia argelina. Fue condenada a muerte con su marido, Abdelkader Guerroudj, como cómplices de Fernand Iveton. Ella y su marido fueron perdonados en parte gracias a una campaña mediática dirigida en particular por Simone de Beauvoir.
Era la decana de los 6 mudjahidatas condenadas a muerte por su participación en la revolución argelina.

## Biografía
Jacqueline Netter nació el 27 de abril de 1919 en Ruann en el seno de una familia modesta. Estudió filosofía y derecho.
Se casó con Pierre Minne, un profesor como ella y militante comunista. Su hija, Danièle Minne, nació en 1939. En 1942, debido a sus orígenes judíos, fue internada por los nazis. Afortunadamente, con la ayuda de su marido, militantes comunistas y un sacerdote, logró huir a la zona libre y así escapar de la deportación.
Jacqueline y su esposo e hija se instalaron en Senegal, de donde fueron deportados.
En 1948, los Minne se fueron a enseñar a Argelia. Se instalaron en la región de Tlemcen, primero en Chetouane (entonces Négrier), luego en Aïn Fezza donde Jacqueline fue institutriz.
Divorciada, Jacqueline Netter se volvió a casar en 1950 con Abdelkader Guerroudj, militante del Partido Comunista Argelino y director de la escuela donde enseñaba. En abril de 1955, Jacqueline y Abdelkader Guerroudj fueron expulsados por sus actividades. Tras pasar unos meses en Francia, regresaron a Argel y a partir de enero de 1956 participaron en la organización de los Combattants de la libération y en la Red de Yacef Saâdi. Ambos fueron condenados a muerte como cómplices de Fernand Iveton, el único europeo guillotinado durante la guerra de Argelia, pero fueron indultados, junto con Djamila Bouazza y Djamila Bouhired, el 8 de marzo de 1962.
Fue la mayor de las seis mujeres condenadas a muerte por actos «terroristas» durante la guerra de independencia.
Murió el 18 de enero de 2015 en Argel y fue enterrada en la plaza de los mártires del cementerio de El Alia.

## Publicaciones
Guerroudj, Jacqueline (1993). Des douars et des prisons (en francésJ). Bouchene.